# Rebecca Henderson
Rebecca Henderson (* 4. Juni 1980 in Toronto, Ontario) ist eine kanadische Schauspielerin.

## Leben und Karriere
Rebecca Henderson stammt aus der kanadischen Metropole Toronto und ist seit 2008 in Film und Fernsehen aktiv. Sie war in Filmen wie Meskada, Genau, Compliance, Diving Normal, Appropriate Behavior, True Story – Spiel um Macht oder Mistress America zu sehen. Daneben übernahm sie Gastrollen in Serien wie Good Wife, Wallflowers, The Impossibilities, Rectify oder I’m Sorry zu sehen. 2017 spielte sie als Judy Clark eine kleine Rolle in Manhunt: Unabomber. 2018 folgte eine Nebenrolle in der zweiten Staffel von Westworld. 2019 war sie in der Netflix-Serie Matrjoschka als Lizzy in einer Nebenrolle zu sehen.
Neben ihren Film- und Fernsehauftritten steht sie auch regelmäßig auf der Theaterbühne, etwa für Stücke wie The Whale, The Retributionists oder The Layover. 2015 wurde sie zusammen mit dem Ensemble für die Darbietung in The Wayside Motor Inn mit dem Drama Desk Award für die Outstanding Ensemble Performance ausgezeichnet. Auch für Figuren aus Videospielen, etwa als Karen Collins in Grand Theft Auto V, leiht sie ihre Stimme.
Seit 2016 ist Henderson mit der Regisseurin und Autorin Leslye Headland verheiratet.

## Filmografie (Auswahl)
- 2008: Grand Theft Auto IV (Stimme)
- 2010: Meskada
- 2010: Good Wife (The Good Wife, Fernsehserie, Episode 1x20)
- 2011: Genau
- 2012: Compliance
- 2013: Wallflowers (Fernsehserie, Episode 1x01)
- 2013: Diving Normal
- 2013: Grand Theft Auto V (Stimme)
- 2013: Frank the Bastard
- 2014: Appropriate Behavior
- 2014: The Mend
- 2015: True Story – Spiel um Macht (True Story)
- 2015: Mistress America
- 2015: The Impossibilities (Fernsehserie, 4 Episoden)
- 2015: And It Was Good
- 2016: Rectify (Fernsehserie, Episode 4x07)
- 2017: I’m Sorry (Fernsehserie, Episode 1x05)
- 2017: Manhunt: Unabomber (Mini-Serie, 3 Episoden)
- 2018: They Remain
- 2018: Westworld (Fernsehserie, 3 Episoden)
- 2018: Orange Is the New Black (Fernsehserie, Episode 6x10)
- 2018: A Simple Wedding
- 2019–2022: Matrjoschka (Russian Doll, Fernsehserie, 10 Episoden)
- 2019: Mickey and the Bear
- 2019: Boy Shorts (Fernsehserie, eine Episode)
- 2020: Helpsters (Fernsehserie, Episode 1x12)
- 2021: Werewolves Within
- 2021: The Good House
- 2022: Call Jane
- 2022: Sex Appeal
- 2022: Inventing Anna (Fernsehserie, 6 Episoden)
- 2022–2023: Single Drunk Female (Fernsehserie)
- 2023: You Hurt My Feelings
- 2024: The Acolyte (Fernsehserie)